# Олександрівська сільська рада (Каланчацький район)
Олекса́ндрівська сільська́ ра́да — адміністративно-територіальна одиниця та орган місцевого самоврядування в Каланчацькому районі Херсонської області. Адміністративний центр — село Олександрівка.

## Загальні відомості
Олександрівська сільська рада утворена в 1969 році.
- Територія ради: 61,71 км²
- Населення ради: 1 075 осіб (станом на 2001 рік)

## Населені пункти
Сільській раді підпорядковані населені пункти:
- с. Олександрівка

## Склад ради
Рада складається з 16 депутатів та голови.
- Голова ради: Лабушний Андрій Григорович
- Секретар ради: Панченко Галина Михайлівна

### Керівний склад попередніх скликань
| Прізвище, ім'я, по батькові | Основні відомості                                                               | Дата обрання | Дата звільнення |
| --------------------------- | ------------------------------------------------------------------------------- | ------------ | --------------- |
| Багрій Михайло Іванович     | Сільський голова, 1960 року народження, освіта середня спеціальна, безпартійний | 26.03.2006   | 31.10.2010      |
| Багрій Михайло Іванович     | Сільський голова, 1960 року народження, освіта середня спеціальна, безпартійний | 31.10.2010   | 27.05.2012      |
| Лабушний Андрій Григорович  | Сільський голова, 1982 року народження, освіта вища, безпартійний               | 27.05.2012   |                 |

Примітка: таблиця складена за даними сайту Верховної Ради України

### Депутати
За результатами місцевих виборів 2010 року депутатами ради стали:

#### За суб'єктами висування
| Суб'єкт висування                                       | Кількість обраних депутатів | %    |
| ------------------------------------------------------- | --------------------------- | ---- |
| Партія регіонів                                         | 12                          | 75   |
| Комуністична партія України                             | 2                           | 12,5 |
| Політична партія Всеукраїнське об'єднання «Батьківщина» | 1                           | 6,3  |
| Самовисування                                           | 1                           | 6,3  |

#### За округами
| № округу                                                | Прізвище, ім'я, по батькові            | Дата визнання обраним | Освіта             | Партійна приналежність                        | Відомості про обраного депутата                                  |
| ------------------------------------------------------- | -------------------------------------- | --------------------- | ------------------ | --------------------------------------------- | ---------------------------------------------------------------- |
| Комуністична партія України                             |                                        |                       |                    |                                               |                                                                  |
| 1                                                       | Віннікова Оксана Миколаївна            | 03.11.2010            | вища               | член Комуністичної партії України             | тимчасово не працює                                              |
| 3                                                       | Крупа Галина Михайлівна                | 03.11.2010            | середня спеціальна | член Комуністичної партії України             | пенсіонер                                                        |
| Партія регіонів                                         |                                        |                       |                    |                                               |                                                                  |
| 4                                                       | Савич Оксана Миколаївна                | 03.11.2010            | середня            | член Партії регіонів                          | тимчасово не працює                                              |
| 5                                                       | Кравченко Ірина Миколаївна             | 03.11.2010            | вища               | член Партії регіонів                          | Олександрівська загальноосвітня школа, завуч                     |
| 7                                                       | Бейник Лариса Олександрівна            | 03.11.2010            | середня спеціальна | член Партії регіонів                          | фельдшерсько-акушерський пункт с. Олександрівка, медсестра       |
| 8                                                       | Буганова Оксана Леонідівна             | 03.11.2010            | середня спеціальна | член Партії регіонів                          | ПП Буганов, підприємець                                          |
| 9                                                       | Заклепний Володимир Іванович           | 03.11.2010            | середня спеціальна | член Партії регіонів                          | ПП Брат-2, підприємець                                           |
| 10                                                      | Сотникова Людмила Петрівна             | 03.11.2010            | середня спеціальна | член Партії регіонів                          | Олександрівська загальноосвітня школа, технічний працівник       |
| 11                                                      | Лук'яненко Тетяна Семенівна            | 03.11.2010            | вища               | член Партії регіонів                          | Олександрівська загальноосвітня школа, директор                  |
| 12                                                      | Чекаренко Світлана Григорівна          | 03.11.2010            | середня спеціальна | член Партії регіонів                          | Олександрівська загальноосвітня школа, завгосп                   |
| 13                                                      | Афанасієвський Володимир Христофорович | 03.11.2010            | середня спеціальна | член Партії регіонів                          | тимчасово не працює                                              |
| 14                                                      | Буря Олена Григорівна                  | 03.11.2010            | середня спеціальна | член Партії регіонів                          | Дитсадок с. Олександрівка, медсестра                             |
| 15                                                      | Голота Петро Володимирович             | 03.11.2010            | вища               | член Партії регіонів                          | ПП Брат-2, агроном                                               |
| 16                                                      | Бугаєв Сергій Федорович                | 03.11.2010            | вища               | член Партії регіонів                          | Олександрівська загальноосвітня школа, вчитель фізичної культури |
| Політична партія Всеукраїнське об'єднання «Батьківщина» |                                        |                       |                    |                                               |                                                                  |
| 2                                                       | Савчук Юрій Васильович                 | 03.11.2010            | середня спеціальна | член Всеукраїнського об'єднання «Батьківщина» | автозаправна станція м. Армянск, оператор                        |
| Самовисування                                           |                                        |                       |                    |                                               |                                                                  |
| 6                                                       | Панченко Галина Михайлівна             | 03.11.2010            | середня спеціальна | позапартійна                                  | Олександрівська сільська рада, секретар                          |

## Населення
Згідно з переписом УРСР 1989 року чисельність наявного населення села становила 1049 осіб, з яких 493 чоловіки та 556 жінок.
За переписом населення України 2001 року в селі мешкало 1027 осіб.

### Мова
Розподіл населення за рідною мовою за даними перепису 2001 року:
| Мова       | Відсоток |
| ---------- | -------- |
| українська | 95,35 %  |
| російська  | 3,72 %   |
| молдовська | 0,47 %   |
| гагаузька  | 0,19 %   |
| угорська   | 0,09 %   |